# Twapia
Twapia è un ward dello Zambia, parte della Provincia di Copperbelt e del Distretto di Ndola.